# Presidentvalet i Litauen 2004
Presidentvalet i Litauen hölls 2004 i juni. Kandidaterna som ställde upp var Valdas Adamkus, som var landets president 1998-2003 och som i valet ställde upp som oberoende kandidat, Kazimira Prunskienė från Lietuvos valstiečių liaudininkų sąjunga, Vilija Blinkevičiutė från Naujoji sąjunga, Petras Auštrevičius (oberoende) samt Česlovas Juršėnas från Litauens socialdemokratiska parti (LSDP). De två som gick vidare från första omgången var Valdas Adamkus och Kazimiera Prunskienė. I den andra omgången ställdes dessa mot varandra och då vann Valdas Adamkus med 52,6 procent av rösterna mot 47,4 procent för Kazimiera Prunskiene. Adamkus var därefter Litauens president 2004-2009. 
Valet följdes upp av presidentvalet i Litauen 2009.